# Трошна
Трошна — деревня в Козельском районе Калужской области. Входит в состав сельского поселения «Село Чернышено».
Расположена примерно в 9 км к северо-западу от села Чернышено.

## Население
На 2010 год население составляло 16 человек.